# La furia del hombre lobo
La furia del hombre lobo es una película española de 1972, del género terror, dirigida por José María Zabalza y protagonizada por Paul Naschy, que también es el guionista.

## Sinopsis
De regreso de un viaje al Tíbet, el noble Waldemar (Paul Naschy) se da cuenta de que se le ha transmitido la licantropía. Cansado de llevar a cabo crímenes atroces se intenta suicidar, pero es rescatado por la doctora Ilona (Perla Cristal), que le impondrá su voluntad para que siga cometiéndolos.

## Reparto
- Paul Naschy - Waldemar Daninsky/Hombre lobo
- Perla Cristal - Dr. Ilona Ellma/Eva Wolfstein
- Verónica Luján - Karin
- Miguel de la Riva - Det. Wilhelm Kaufmann
- José Marco - Merrill
- Francisco Amorós - Helmut Wolfstein
- Ramón Lillo - Frederick
- Pilar Zorrilla - Erika Daninsky
- Mark Stevens — Bill Williams